# Paraíso para Dois
Paraíso para Dois (Paradise for Two, do original) é um filme de comédia musical britânico de 1937, dirigido por Thornton Freeland e estrelado por Jack Hulbert, Patricia Ellis e Arthur Riscoe.

## Elenco

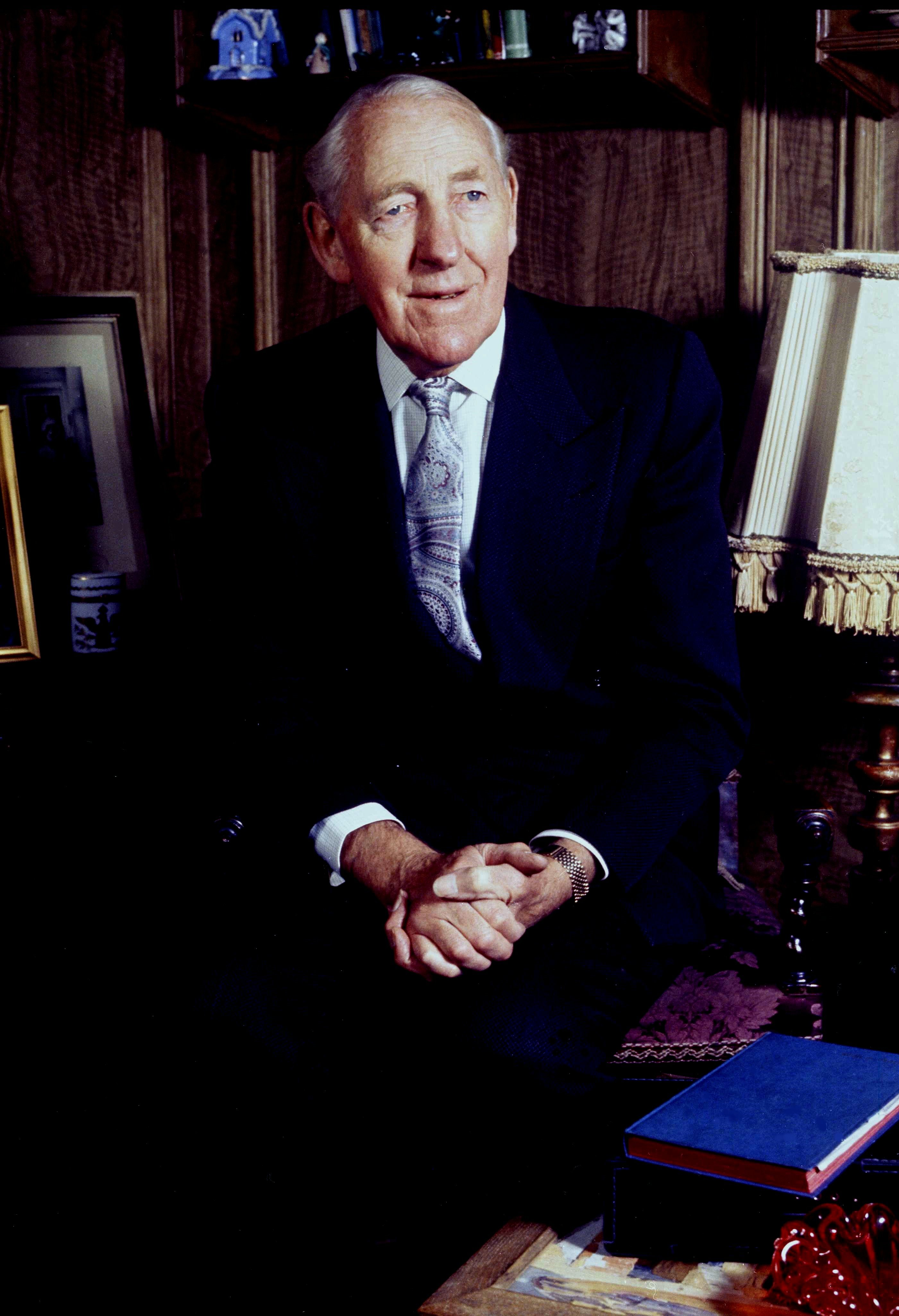
O ator Jack Hulbert

- Jack Hulbert - Rene Martin
- Patricia Ellis - Jeannette
- Arthur Riscoe - Jacques Thibaud
- Googie Withers - Miki
- Sydney Fairbrother - Miss Clare
- Wylie Watson - Clarence
- David Tree - Marcel
- Cecil Bevan - Renaud
- H. F. Maltby - Diretor
- Anthony Holles - Brand
- Roland Culver - Paul Duval
- Finlay Currie - Credor
- Martita Hunt - Madame Bernard